# Thaba Bosiu
Thaba Bosiu est une mesa gréseuse d'environ 2 km2, qui s'élève à 1 804 mètres d'altitude. Le relief se situe entre le fleuve Orange et la rivière Caledon dans le district de Maseru au Lesotho, à 24 km à l'est de la capitale, Maseru. C'est un bastion montagneux qui abrite la capitale du roi Moshoeshoe Ier à la fin du XIXe siècle.

## Géographie
La montagne, au sommet plat, compte huit sources et six cols, le principal étant le col de Khubelu. Les autres cols sont ceux de Ramaseli, Maebeng, Mokachane, Makara et Rahebe. Elle est située dans la vallée de la Phuthiatsana, à environ vingt-quatre kilomètres de la Caledon, rivière qui forme la frontière entre le Lesotho et l'État-Libre, province d'Afrique du Sud. Elle surmonte la vallée d'environ cent mètres et son sommet est entouré de falaises faisant douze mètres de hauteur en moyenne. On trouve à proximité des sites d'art rupestre san.

## Histoire

### Bastion et capitale deMoshoeshoeIer
Thaba Bosiu est utilisé comme refuge naturel par le roi Moshoeshoe Ier et ses sujets, lorsqu'ils fuient Butha-Buthe et s'installent en 1824 afin d'échapper aux troubles du Mfecane. Le plateau forme une forteresse naturelle qui protège les Sotho en cette époque troublée. Ils lui donnent le nom de Thaba Bosiu, qui signifie quelque chose comme « montagne de la nuit » car le groupe arrive à cet endroit de nuit. Pour intimider ses ennemis, le roi fait courir le bruit que la montagne s'agrandit la nuit. Moshoeshoe offre du bétail et sa protection à ceux qui le rejoignent. Ses régiments ramènent à lui de nombreuses personnes à qui il offre nourriture et abri. La taille du plateau permet de fournir suffisamment de bétail et de provisions pour soutenir un siège de longue durée.
En 1837, David Webber du 72e Seaforth Highlanders, atteint Thaba Bosiu, où il trouve refuge. Compétent en maçonnerie et charpente, il construit pour le roi Moshoeshoe une maison en pierre. C'est un bâtiment rectangulaire mesurant dix mètres par cinq, divisé en deux chambres. Le roi possède en outre quatre autres bâtiments en pierre, trois rectangulaires et un cylindrique, qui forment sa concession (complexe résidentiel).
Le roi veille à ce que le plateau ne soit pas surpeuplé, mais même ceux qui ne peuvent résider dans l'endroit restent, au moins nominalement, sous son autorité. Ce sont les débuts de la patrie et de la nation des Sotho, le Lesotho. Thaba Bosiu abrite la capitale de la nouvelle nation Basotho (ba est le signe du pluriel dans de nombreuses langues bantoues) et devient le centre de la résistance aux colons blancs, les Boers, qui, en provenance d'Afrique du Sud, commencent à occuper le plateau central et surtout les basses-terres fertiles qui l'entourent, vers la fin des années 1830,.

### Attaques
Mzilikazi, dirigeant ndébéle, assiège Thaba Bosiu en 1831, attaquant par cinq des six cols ; la tentative est infructueuse  .
Les Européens de l'État libre d'Orange, durant les guerres sotho, sont incapables de réduire le bastion à l'occasion du siège qui commence le 8 août 1865. Louw Wepener dirige 6 000 volontaires Boers ; sa stratégie consiste à d'abord bombarder le sommet avec son artillerie. Mais, lorsqu'il approche du but, il ne reste que cent hommes auprès de lui. Il réussit à atteindre le col de Khubelu mais il est tué par une balle en pleine tête le 15 août 1865. C'est le seul ennemi à avoir jamais atteint le sommet de la montagne, et le col de Khubelu est donc parfois aussi appelé col de Wepener. Le siège de Thaba Bosiu se poursuit jusqu'à janvier 1866, lorsque le général Jan Fick est contraint de se retirer vers ses bases afin de se réorganiser.

### Traité de Thaba Bosiu
Affamés par le siège, les Sotho signent un traité en avril 1866 avec l'État libre d'Orange, en vertu duquel ils s'engagent à remettre trois mille têtes de bétail et ils perdent plus des deux-tiers de leurs terres arables, au pied du plateau. Les villageois, cependant, n'évacuent pas les terres concernées et, en mars 1867, le président Johannes Henricus Brand s'engage à nouveau dans une action militaire, c'est la troisième guerre sotho. Privé de ses basses-terres et de son approvisionnement en nourriture, Moshoeshoe fait appel à la protection britannique et, en mars 1868, à la veille d'une attaque décisive contre Thaba Bosiu, le territoire devient un protectorat britannique, le Basutoland. Thaba Bosiu reste inviolé.

### Affaire Thaba Bosiu
En 1966, Moshoeshoe II organise des protestations qui culminent le 27 décembre 1966 par une réunion de prières à Thaba Bosiu, en réaction à la gouvernance du Premier ministre, Joseph Leabua Jonathan. Moshoeshoe II conteste la légitimité du parti du Premier ministre à gouverner et son manque d'efficacité dans la gestion du pays. Alors que se tient la réunion de prières, Jonathan considère qu'il s'agit de promouvoir une insurrection et il l'interdit. Il s'ensuit un conflit avec les forces de sécurité, qui aboutit à une dizaine de morts et à l'arrestation de nombreux opposants. En résidence surveillée, Moshoeshoe II est contraint de signer un document par lequel il promet de ne pas convoquer de rassemblements publics  et de ne s'adresser au public qu'après que son discours soit approuvé par le gouvernement.

### Monument national

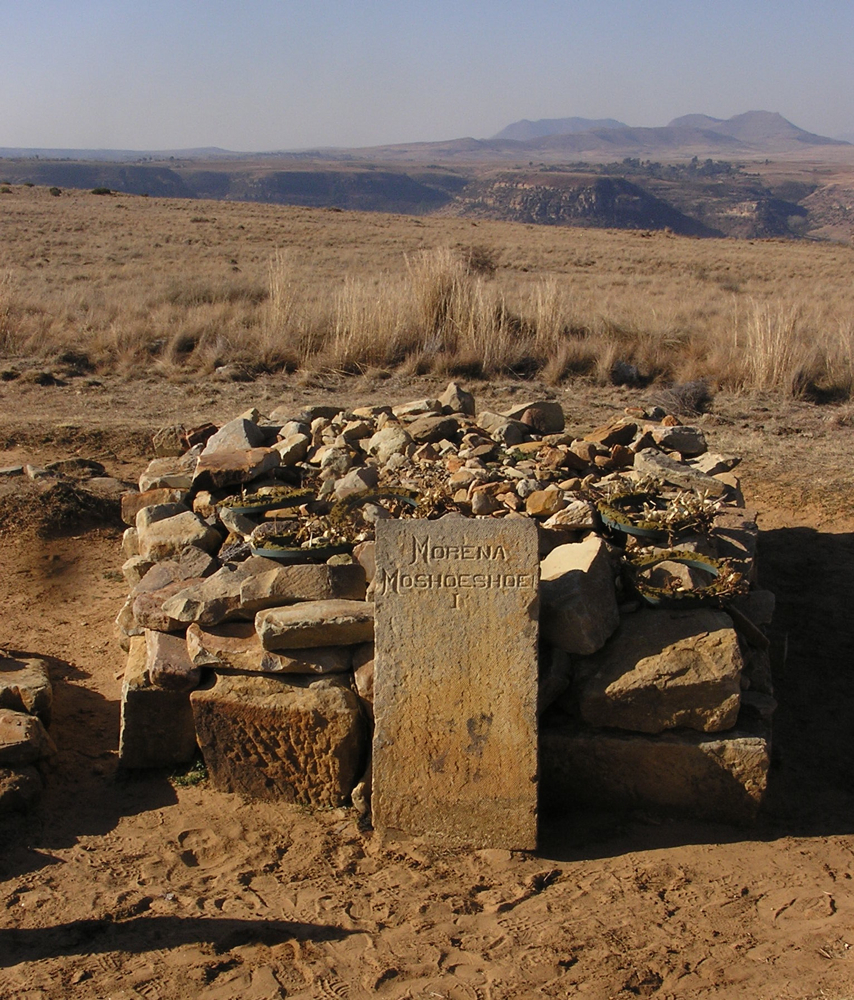
Tombe de Moshoeshoe Ier au sommet de Thaba Bosiu.

En 1967, le Lesotho déclare le plateau « monument national ». Durant les années 1990, le programme des Nations unies pour le développement et le gouvernement mettent en place un programme de préservation et conservation de Thaba Bosiu afin de maintenir son paysage culturel historique. Le plateau devient un lieu touristique, doté d'un centre de conférence, d'un village culturel et de plusieurs aménagement de type rondavelle.
En 1996, Moshoeshoe II est inhumé en cet endroit, rejoignant Moshoeshoe Ier. 
Le site sert toujours à accueillir des réunions politiques en raison du symbole qu'il représente.

## Croyances
Beaucoup de Sotho croient que la montagne est dotée de propriétés magiques. L'une de ces croyances est que si un individu prend un peu de terre de la montagne, il constate qu'elle a disparu le matin, car elle est retournée à la montagne. Une autre est la croyance selon laquelle elle grandit durant la nuit.